# Pócspetri
Pócspetri là một thị trấn thuộc hạt Szabolcs-Szatmár-Bereg, Hungary. Thị trấn này có diện tích 26,37 km², dân số năm 2010 là 1727 người, mật độ 65 người/km².